# 世界和平中立黨
世界和平中立黨為中華民國之政黨，該黨成立的宗旨是為了讓臺灣成為中立國而建立的政黨，該黨聲稱要讓台灣的政治、經濟、軍事、健保和財經等系統一律保持中立，才不會受外來人士欺凌，可使得臺灣可成為一個不折不寇的東方瑞士。